# Asnaq
Asnaq (persiska: اسنق) är en ort i Iran.   Den ligger i provinsen Östazarbaijan, i den nordvästra delen av landet, 500 km nordväst om huvudstaden Teheran. Asnaq ligger 1 635 meter över havet och antalet invånare är 725.
Terrängen runt Asnaq är platt åt sydväst, men åt nordost är den kuperad.Runt Asnaq är det ganska glesbefolkat, med 35 invånare per kvadratkilometer. Närmaste större samhälle är Mehrabān, 5,3 km väster om Asnaq. Trakten runt Asnaq består i huvudsak av gräsmarker.